# Galina Krawczenko
Galina Siergiejewna Krawczenko (ros. Галина Сергеевна Кравченко; ur. 29 stycznia?/11 lutego 1905 w Kazaniu, zm. 5 marca 1996 w Moskwie) – radziecka aktorka filmowa. Zasłużona Artystka RFSRR.

## Filmografia
- 1924: Aelita jako Cameo
- 1924: Banda Knysza
- 1927: Primabalerina Mikołaja II[1] jako Natasza, balerina
- 1928: Kukła z milionami jako Blanche
- 1929: Wesoły kanarek jako Brio
- 1933: Wielki czarodziej[2] jako Annabel Adams
- 1939: Zuch dziewczyna
- 1961: Z iskry rozgorzeje płomień jako Rozalia Plechanowa
- 1966: Wojna i pokój jako Maria Lwowna Karagina